# Grace Bullen
Grace Jacob Bullen, née le 7 février 1997, est une lutteuse norvégienne d'origine érythréenne.

## Palmarès

### Championnats du monde
- Médaille d'argent dans la catégorie des moins de 59 kg en 2022

### Championnats d'Europe
- Médaille d'or dans la catégorie des moins de 57 kg en 2020
- Médaille d'or dans la catégorie des moins de 58 kg en 2017 [2]
- Médaille d'argent dans la catégorie des moins de 62 kg en 2023
- Médaille d'argent dans la catégorie des moins de 58 kg en 2016 [3]

### Jeux européens
- Médaille de bronze dans la catégorie des moins de 58 kg en 2015

### Jeux olympiques de la jeunesse
- Médaille d'or dans la catégorie des moins de 60 kg en 2014